# Rawia Rawicz (koszykówka)
Rawia Rawicz – koszykarski klub sportowy z Rawicza o tradycjach sięgających 1932 roku.

## Historia
Historia współczesnego sportu w Rawiczu sięga czasów, gdy po 123 latach zaborów i zwycięskim Powstaniu wielkopolskim, na mocy postanowień traktatu wersalskiego, 17 stycznia 1920 roku Rawicz powrócił do Polski. Tworzenie od podstaw struktur życia sportowego w mieście było procesem trwającym wiele lat.
Uprawianie zorganizowanego sportu rozpoczęło się w 1919 r. wraz z zarejestrowaniem (pod numerem 260) Towarzystwa Gimnastycznego "SOKÓŁ" w Rawiczu, organizacji mającej swój rodowód jeszcze z czasów zaborów. Wśród dyscyplin sportu, które powstały po powrocie Rawicza do Polski były m.in. pływactwo, piłka nożna, kolarstwo, boks oraz koszykówka.
Początkowo zorganizowana działalność sportowa w mieście koncentrowała się wokół powołanego w 1923 r. Rawickiego Klubu Sportowego, przekształconego później w Kolejowy Klub Sportowy Rawicz. Od 1932 roku oficjalnie zaczęła działalność sekcja koszykówki.
W okresie międzywojennym do wyróżniających się zawodników sekcji należeli: Niedźwiedź, Nadolny, Kuhn, Kamiński i Adamski.
Wybuch II wojny światowej spowodował, że życie sportowe w rawickiem zamarło. Prześladowania, jakim poddani byli mieszkańcy Rawicza przez Niemców nie ominęły również sportowców zawodników i działaczy. W obozie w Oświęcimiu zginął członek RKS-u koszykarz Bronisław Nadolny.
W maju 1945 r. pracownicy rawickiego węzła kolejowego zakładają Kolejowy Klub Sportowy. Podstawową działalność w KKS-ie była piłka nożna, a od czerwca z inicjatywy Stanisława Pietraszka sekcja gier sportowych.
W 1957 roku Kolejowy Klub Sportowy przekształcony zostaje w Rawicki Kolejowy Klub Sportowy Kolejarz Rawicz z sekcją koszykówki żeńskiej i męskiej.
Od 17 kwietnia 1970 roku połączono Ravię i Kolejarza w jeden Międzyzakładowy Klub Sportowy (MZKS). Z upływem czasu zmniejszała się liczba sekcji. W roku jubileuszu 60-lecia Rawickiego Klubu Sportowego, tj. w 1983 r., w MZKS istniały już tylko trzy sekcje: piłki nożnej (ze 105 zawodnikami), lekkiej atletyki (103 zawodników) i koszykówki (75 zawodników). Koszykarze grali wówczas w klasie ligi międzywojewódzkiej.
Do wyróżniających się zawodników i działaczy koszykarskich w latach powojennych do 1975 roku należeli: Irena Wasielica, Bożena Szydłowska, Urszula Chudziak, Danuta Pietraszek, Aleksandra Kordylas, Barbara Idziak, Maria Kaczmarek, panowie: Gierko, Hupa, Nowak, Michalak, Modrzyński, Żyto, Niedźwiedź, Tatarek, Konat, Matysiak, Talarowski, Staśkowiak, Czemerys, Englert, Rydzoń, Skopiński, Mikołajczyk, Skotnicki, Błaszczak, bracia Zbigniew i Lech Pietraszkowie oraz Kosik. W pracy trenerskiej brali udział: Stanisław Pietraszek, Jerzy Gierko, Tadeusz Konat, Henryk Żyto i Bronisława Becelanka. Długoletnim kierownikiem sekcji był Włodzimierz Wujec.
Od 26 lipca 1993 roku, podczas nadzwyczajnego Walnego Zebrania MKKS Rawia, zadecydowano o powołaniu autonomicznych sekcji piłki nożnej i koszykówki. Wówczas powstał Rawicki Koszykarski Klub Sportowy Rawia prowadzący działalność w sekcji męskiej. Pierwszym prezesem po 1996 roku samodzielnego klubu był Marek Nowaczyk, po nim Grzegorz Ceglarek i Bartosz Pola; obecnie Michał Gertchen. Największym osiągnięciem była gra drużyny seniorów w II lidze w latach 2004–2007. W roku 2007 drużyna kadetów prowadzona przez trenera Przemysława Szurka awansowała do finału mistrzostw Polski zajmując VIII miejsce.
Od 1997 roku działa UKS Olimp prowadzący szkolenie w sekcji koszykówki dziewcząt. Drużyny młodzieżowe Olimpu wielokrotnie awansowały do rozgrywek centralnych.
Działacze zarówno męskiej jak i żeńskiej kilkakrotnie podejmowali się organizacji ćwierćfinałów jak i półfinałów Mistrzostw Polski. Na czele Zarządu UKS Olimp stoi Wiesław Ceglarek, a czołowymi trenerami są Kazimierz Machowiak, Lech Pietraszek i Jerzy Bawolski.
Od początku lat 90. klub corocznie jest współfinansowany z budżetu gminy.

## Informacje ogólne
Rawicki Koszykarski Klub Sportowy Rawia Rawicz
- Rok założenia:            1932
- Barwy klubowe:         żółto-zielone
- Adres Klubu:ul.          Kopernika 9, 63-900 Rawicz
- Sala sportowa OSiR: ul. Kopernika 9
- Środowiskowa hala sportowa: przy Gimnazjum w Sierakowie

## Największe sukcesy
- Awans do II ligi – sierpień 2014 r.
- Zajęcie III miejsce po rundzie zasadniczej w 2016 r. w grupie D.